# هورپاچ

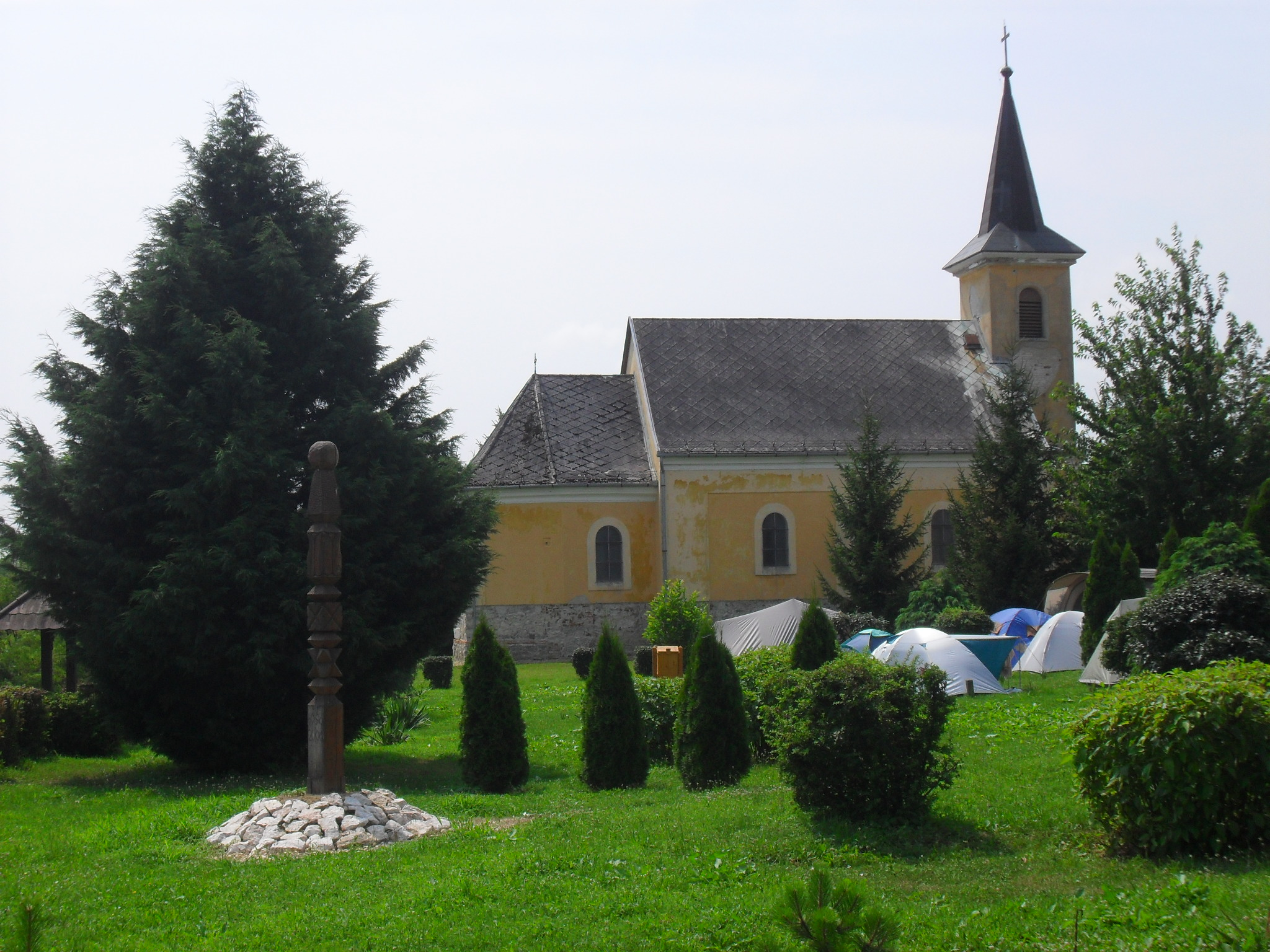
هورپاچ

هورپاچ (به مجاری:  Horpács) یک منطقهٔ مسکونی در مجارستان است که در ناحیه رتشاگ واقع شده‌است. هورپاچ ۶٫۷۲ کیلومتر مربع مساحت و ۲۰۶ نفر جمعیت دارد.